# Uromyces microtidis
Uromyces microtidis är en svampart som beskrevs av Cooke 1885. Uromyces microtidis ingår i släktet Uromyces och familjen Pucciniaceae.   Inga underarter finns listade i Catalogue of Life.